# 9134 Encke
A 9134 Encke (ideiglenes jelöléssel 4822 P-L) a Naprendszer kisbolygóövében található aszteroida. Cornelis Johannes van Houten, Ingrid van Houten-Groeneveld és Tom Gehrels fedezte fel 1960. szeptember 24-én.
Nevét Johann Franz Encke (1791–1865) német csillagász után kapta.